# Comuna Lozove, Petropavlivka
Lozove (în ucraineană Лозове) este o comună în raionul Petropavlivka, regiunea Dnipropetrovsk, Ucraina, formată din satele Lozove (reședința), Rosișkî și Rozdorî.

## Demografie
Componența lingvistică a satului Lozove
     Ucraineană (96,13%)
     Rusă (3,76%)
     Alte limbi (0,11%)
Conform recensământului din 2001, majoritatea populației satului Lozove era vorbitoare de ucraineană (96,13%), existând în minoritate și vorbitori de rusă (3,76%).